# Montiparus
Montiparus es un género de foraminífero bentónico de la subfamilia Schwagerininae, de la familia Schwagerinidae, de la superfamilia Fusulinoidea, del suborden Fusulinina y del orden Fusulinida. Su especie tipo es Triticites (Montiparus) montiparus. Su rango cronoestratigráfico abarca el Moscoviense (Carbonífero superior).

## Discusión
Clasificaciones más recientes incluyen Montiparus en la superfamilia Schwagerinoidea, y en la subclase Fusulinana de la clase Fusulinata. Otras clasificaciones lo han incluido en la subfamilia Triticitinae de la familia Triticitidae.

## Clasificación
Se han descrito numerosas especies de Montiparus. Entre las especies más interesantes o más conocidas destacan:
- Montiparus montiparus †
- Montiparus umbonoplicatus †

Un listado completo de las especies descritas en el género Montiparus puede verse en el siguiente anexo.